# Куток (Краснодарский край)
Куток — хутор в муниципальном образовании город-курорт Анапа Краснодарского края. Входит в состав Анапского сельского округа. 

## География
Расположено в центральной части города-курорта Анапа, в 12 км к северо-западу от станицы Анапской и в 15 км от города Анапы. Расстояние до черноморского побережья составляет 18 км. 

## История
В период Столыпинских реформ на месте современного хутора было основано переселенческое селение, которое со временем было заброшено. 
Современное поселение было основано в 1946 году, при строительстве дачного посёлка «Куток». Ныне хутор с трёх сторон окружён дачными поселениями (СНТ). 

## Население
| 2002 | 2010 |
| ---- | ---- |
| 153  | ↘11  |